# En stad, en morgon
En stad, en morgon är ett studioalbum av Mats Paulson, utgivet på skivmärket Sonet 1966.

## Låtlista

### Sida A
1. En stad, en morgon
2. Catherine
3. Brännerimunkarnas rationaliseringsprincip
4. Balladen om bersåfilosofen
5. Visa vid vindens ängar
6. Beg. bilar

### Sida B
1. Serenad i Normandie
2. I ditt sommarhus
3. Båtvarvsvals
4. Fransk exteriör
5. Edvin Andersson (sitter på pensionärhemmet och skriver hem till barna)
6. Ensam i silverskog
7. Vackra Josephine

### Fotnoter
1. ↑  ”En stad, en morgon”. Discogs. 28 februari 1966. http://www.discogs.com/Mats-Paulson-En-Stad-En-Morgon/release/2101218. Läst 25 juni 2013.